# Lovetj (region)
Lovetj är en region (oblast) med 126 961 invånare (2017) belägen i södra Bulgarien. Den administrativa huvudorten är Lovetj. 

## Administrativ indelning
Oblastet är indelat i 8 kommuner: Apriltsi, Jablanitsa, Letnitsa, Lovetj, Loekovit, Teteven, Trojan och Ugărtjin.